# Gimbsheim
Gimbsheim est une municipalité allemande située dans le land de Rhénanie-Palatinat et l'arrondissement d'Alzey-Worms.

## Jumelages
- Talant (France)

## Source
- (de) Cet article est partiellement ou en totalité issu de l’article de Wikipédia en allemand intitulé « Gimbsheim » (voir la liste des auteurs).